# 基奈湖

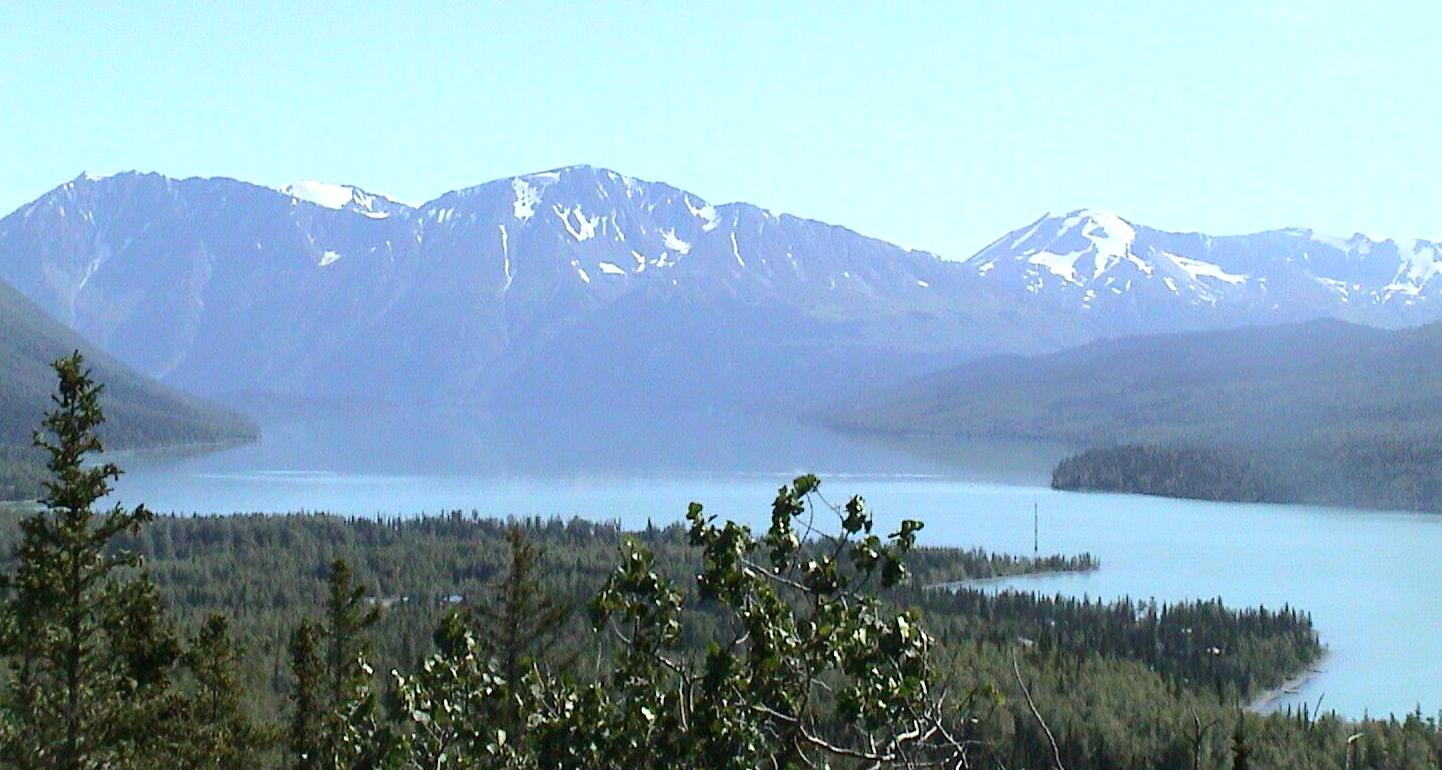

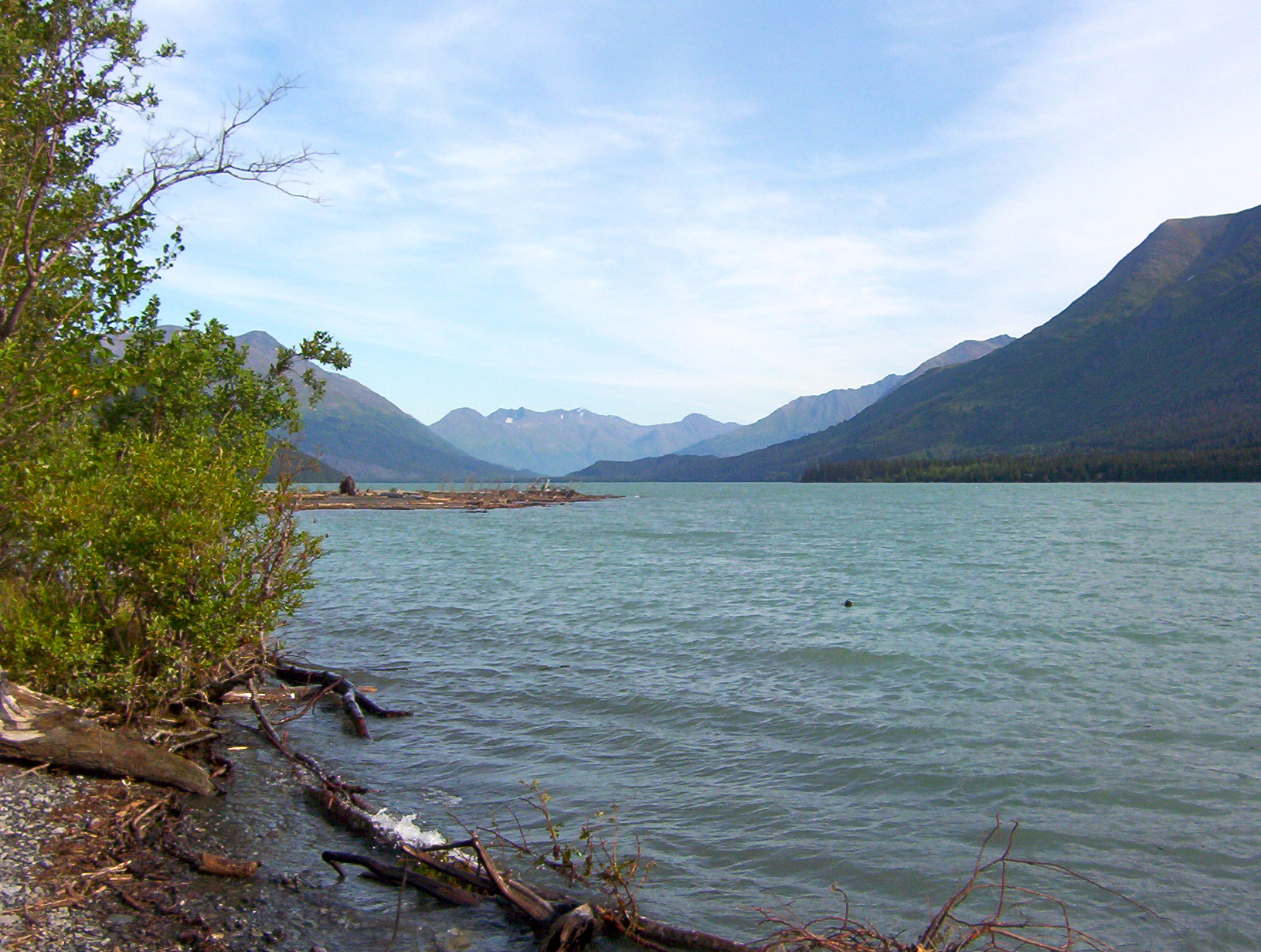

基奈湖（Kenai Lake）是美國的湖泊，位於阿拉斯加州基奈半島，長40公里，面積56平方公里，海拔高度132米，平均水深91米，最大水深164米，該湖是釣魚和其他戶外活動的地點。

## 外部連結
- Panoramic view （页面存档备份，存于） of the lake from

60°25′06″N 149°40′00″W / 60.4183°N 149.6667°W